# Virtus Pallacanestro Bologna 1997-1998
Questa voce raccoglie le informazioni riguardanti la Virtus Pallacanestro Bologna nelle competizioni ufficiali della stagione 1997-1998.

## Stagione
La stagione 1997-1998 della Virtus Pallacanestro Bologna sponsorizzata Kinder è la 62ª nel massimo campionato italiano di pallacanestro, la Serie A1.

## Roster
Aggiornato al 27 novembre 2020
| Kinder Virtus Bologna 1997-1998 | Kinder Virtus Bologna 1997-1998 |
| Giocatori                       | Staff tecnico                   |
| ------------------------------- | ------------------------------- |

| N. | Naz.                                            | Ruolo | Nome                | Anno | Alt.   | Peso   |  |
| -- | ----------------------------------------------- | ----- | ------------------- | ---- | ------ | ------ |  |
| 5  | Jugoslavia (bandiera)                           | AP    | Predrag Danilović   | 1970 | 201 cm | 97 kg  |  |
| 6  | Stati Uniti (bandiera) · Inghilterra (bandiera) | C     | John Amaechi        | 1970 | 207 cm | 120 kg |  |
| 6  | Italia (bandiera)                               | P     | Claudio Crippa      | 1961 | 184 cm | 75 kg  |  |
| 7  | Italia (bandiera)                               | G     | Alessandro Abbio    | 1971 | 193 cm | 85 kg  |  |
| 8  | Slovenia (bandiera) · Grecia (bandiera)         | C     | Radoslav Nesterovič | 1976 | 214 cm | 116 kg |  |
| 9  | Italia (bandiera)                               | P     | Enrico Ravaglia     | 1976 | 193 cm | 79 kg  |  |
| 9  | Italia (bandiera)                               | P     | Fabio Ruini         | 1980 | 186 cm | 80 kg  |  |
| 9  | Inghilterra (bandiera)                          | PG    | Steve Hansell       | 1975 | 194 cm |        |  |
| 10 | Argentina (bandiera) · Italia (bandiera)        | G     | Hugo Sconochini     | 1971 | 194 cm | 98 kg  |  |
| 11 | Italia (bandiera)                               | C     | Augusto Binelli (C) | 1964 | 214 cm | 118 kg |  |
| 12 | Jugoslavia (bandiera)                           | AC    | Zoran Savić         | 1966 | 206 cm | 116 kg |  |
| 13 | Italia (bandiera)                               | A     | Riccardo Morandotti | 1965 | 200 cm | 110 kg |  |
| 13 | Italia (bandiera)                               | AG    | Matteo Panichi      | 1972 | 205 cm |        |  |
| 14 | Francia (bandiera)                              | P     | Antoine Rigaudeau   | 1971 | 201 cm | 95 kg  |  |
| 15 | Italia (bandiera)                               | AC    | Alessandro Frosini  | 1972 | 209 cm | 110 kg |  |
|    | Italia (bandiera)                               | A     | Fabio Espa          | 1979 |        |        |  |
|    | Italia (bandiera)                               | A     | Davide Gonzo        | 1980 |        |        |  |
|    | Italia (bandiera)                               | AC    | Tomas Ress          | 1980 | 208 cm | 102 kg |  |

| Allenatore                                         |
| - Ettore Messina                                   |
| Assistente/i                                       |
| - Giordano Consolini Legenda - (C) Capitano Roster |

| Giocatori acquisiti a stagione in corso | Giocatori acquisiti a stagione in corso | Giocatori acquisiti a stagione in corso |
| Giocatore                               | il                                      | Da                                      |
| --------------------------------------- | --------------------------------------- | --------------------------------------- |
| Claudio Crippa                          | 7 dicembre                              | Mabo Pistoia                            |
| Matteo Panichi                          | 25 gennaio                              | Montana Forlì                           |
| Steve Hansell                           | 29 marzo                                | Illinois State Redbirds                 |

| Giocatori ceduti a stagione in corso | Giocatori ceduti a stagione in corso | Giocatori ceduti a stagione in corso |
| Giocatore                            | il                                   | A                                    |
| ------------------------------------ | ------------------------------------ | ------------------------------------ |
| John Amaechi                         | 16 novembre                          | Sheffield Sharks                     |

## Mercato

### Sessione estiva
| Acquisti | Acquisti            | Acquisti          | Acquisti   | Acquisti |
| R.a      | Nome                | da                | Modalità   |          |
| -------- | ------------------- | ----------------- | ---------- | -------- |
| AP       | Predrag Danilović   | Dallas Mavericks  | definitivo |          |
| C        | John Amaechi        | Panathīnaïkos     | definitivo |          |
| C        | Radoslav Nesterovič | Olimpija Lubiana  | definitivo |          |
| G        | Hugo Sconochini     | Panathīnaïkos     | definitivo |          |
| A        | Riccardo Morandotti | Pall. Varese      | definitivo |          |
| P        | Antoine Rigaudeau   | Pau-Lacq-Orthez   | definitivo |          |
| C        | Alessandro Frosini  | Fortitudo Bologna | definitivo |          |

| Cessioni | Cessioni           | Cessioni         | Cessioni       | Cessioni |
| R.       | Nome               | a                | Modalità       |          |
| -------- | ------------------ | ---------------- | -------------- | -------- |
| AP       | Arijan Komazec     | Pall. Varese     | fine contratto |          |
| AC       | Walter Magnifico   | Virtus Roma      | fine contratto |          |
| P        | Kōstas Patavoukas  | Panathīnaïkos    | fine contratto |          |
| AC       | Tullio De Piccoli  | Montecatini S.C. | fine contratto |          |
| C        | Flavio Carera      | Virtus Roma      | fine contratto |          |
| G        | Branislav Prelević | AEK Atene        | fine contratto |          |
| P        | José Luis Galilea  | León             | fine contratto |          |

## Risultati
- Serie A1:
  - stagione regolare: 1ª classificata su 14 squadre (23-3)
  - playoff:  Campione d'Italia (9-4)
- Coppa Italia: semifinalista (4-1)
- Eurolega: vincente (19-3)
- Supercoppa: finalista (0-1)